# Xaphoon

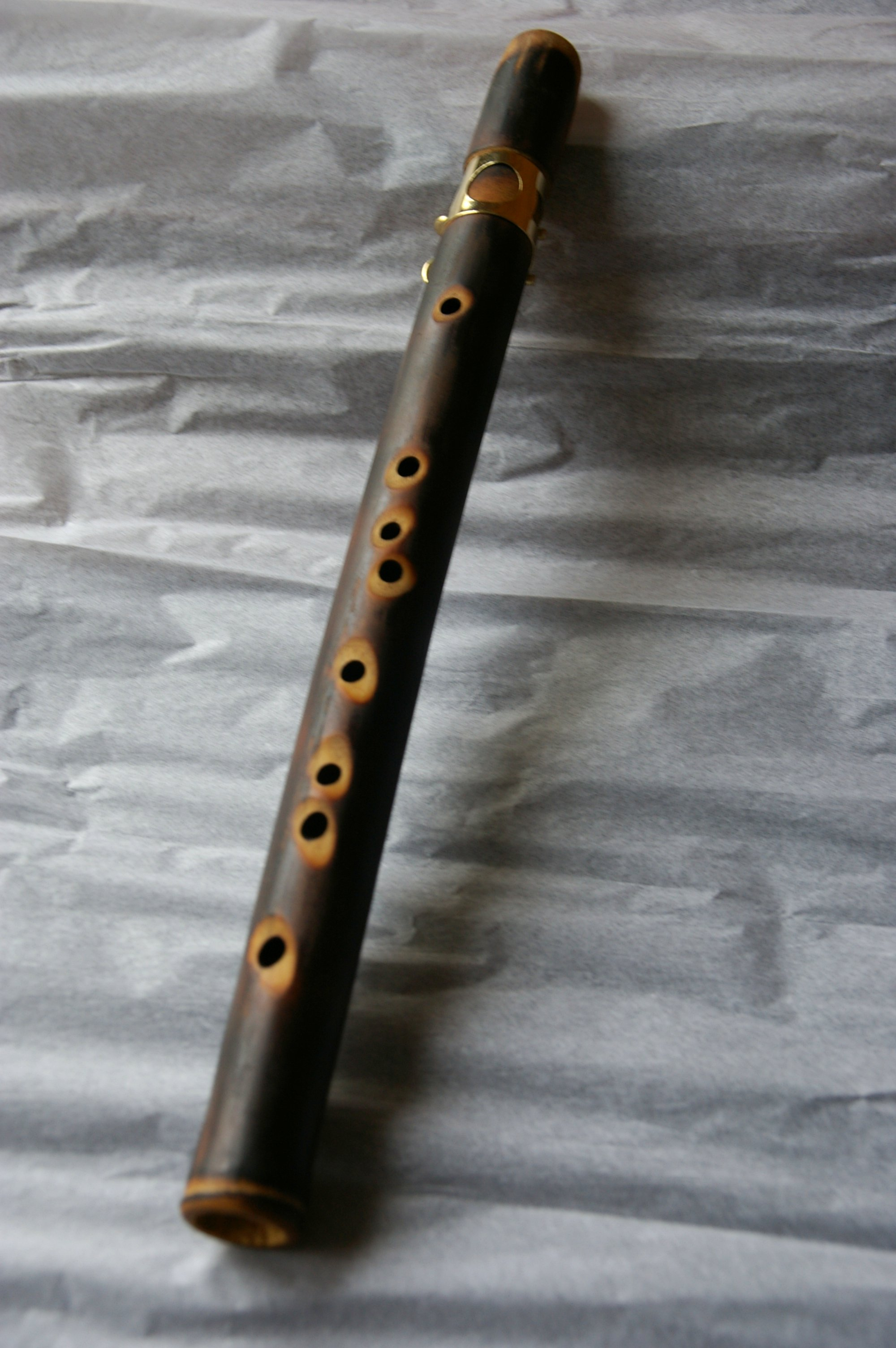
Un Xaphoon en si bémol

Le Xaphoon [ză-foon'] — officiellement distribué sous la dénomination de Maui Xaphoon, surnommé the bamboo sax ou encore Pocket Sax — est un instrument à vent à anche simple en bambou. Inventé dans les années 1970 par un facteur amateur, Brian Wittman, le Xaphoon organique est fabriqué artisanalement à Hawaii. 

## Facture
Le bambou formant le corps de l'instrument provient des forêts du sud de l'île de Maui ; les anches utilisées sont des anches de dureté moyenne prévues à l'origine pour un saxophone ténor. Malgré sa petite taille, le Xaphoon possède une personnalité sonore proche de celle de la clarinette. Amplifié par une bonne reverb naturelle, le son, puissant et vibrant, rappelle celui du saxophone. L'instrument est relativement similaire dans sa construction au chalumeau, ancêtre de la clarinette. Duduk et Guan sont également de bons points de comparaison.

Le Xaphoon est disponible en do (C), si bémol (B♭) et ré (D), voire dans une autre clé sur commande. La version en do mesure environ 32 cm (12,5 pouces) pour neuf trous, disposés de façon similaire à ceux d'une clarinette (ie. huit trous supérieurs et un trou de quintoiement). Cependant, le doigté est différent de tout autre instrument, et il n'y a ni clefs ni anneaux comme sur une clarinette. La tessiture usuelle couvre presque une octave et demie, tandis que l'étendue est de deux octaves complètes, et ce de façon entièrement chromatique. La version en si bémol couvre ainsi tous les demi-tons du do du bas de la clé de sol au do du haut de la clef, avec la nécessité d'utiliser des harmoniques (moins aisées à jouer) pour les notes allant du fa dièse au do aigu.

À l'origine uniquement fabriqué en bambou, le Xaphoon est également depuis 2000 vendu dans une version en plastique injecté, en do uniquement : le Pocket Sax, à sonorité et jouabilité équivalentes à la version bambou. Sa solidité, son faible prix, son accordage ultra-précis et sa portabilité en font un instrument de voyage apprécié.

## Jeu
Une formation de Xaphoon s'est pour la première fois créée en Norvège en 2006, sous le nom Trondheim Xaphoon og Vorspielensemble. Plusieurs musiciens professionnels en font usage, tel Mark Stewart dans la formation accompagnant Paul Simon.